# Josè Zatrilla y Vico Dedoni y Manca
Josè Zatrilla y Vico (Cagliari, 21 de agosto de 1648 - Tolón, 1720 ca.) fue un escritor y poeta sardo que vivió en la segunda mitad del siglo XVII y la primera mitad del siglo XVIII. 
Fue hijo primogénito de una familia noble de la Cerdeña española. Sus padres fueron Saturnino de Gherardo III Zatrillas y Elena de Vico. Su hermano Saturnino también cultivó la literatura. En 1667 José se casó con su prima Gherarda Zatrillas y Dedoni. Posteriormente participó activamente en la política de su tiempo. Armó a su costa dos compañías de infantería del Tercio de Cerdeña, que participó en la Guerra de Messina. En 1698 fue elegido como representante de los estamentos real y militar en las Cortes de Madrid. En 1701 Felipe V le concedió el título de Marqués de Villaclara, que se unió al que había heredado de Conde de Villasalto. Sin embargo, acusado de haber tomado parte en la Guerra de Sucesión a favor del Archiduque Carlos de Austria y en contra de Felipe V, murió exiliado en Francia.
Escribió en castellano Poema heroico dedicado a Juana Inés de la Cruz y la novela Engaños y desengaños del amor profano.

## Obras literarias
- Poema heroico al merecido a/plauso del el unico Oraculo de/las/Musas, glorioso assombro de los Ingenios, y/Ce/lebre Phenix de la Poesia, la Esclarecida y Ve/ne/rable Señora, Suor Juana Ines de la Cruz Religiosa Professa en el Monasterio de San Geronimo de la Imperial Ciudad de Mexico , Barcelona, 1696
- Engaños y desengaños del amor profano, Nápoles, 1687-88, dos tomos.